# Pleurocryptella wolffi
Pleurocryptella wolffi är en kräftdjursart som beskrevs av Roland Bourdon 1972. Pleurocryptella wolffi ingår i släktet Pleurocryptella och familjen Bopyridae. Inga underarter finns listade i Catalogue of Life.